# Lehigh-universiteit
De Lehigh-universiteit (Lehigh University) is een particuliere universiteit gelegen in Bethlehem, in de Amerikaanse staat Pennsylvania. De universiteit werd oorspronkelijk opgericht in 1865 als een technische school, maar is nadien uitgegroeid tot een universiteit met vier faculteiten.

## Geschiedenis
De universiteit werd opgericht door Asa Packer. Hij vernoemde de universiteit naar zijn passie, de spoorwegen. De universiteit was bedoeld om een combinatie van vrije kunsten en wetenschappelijke educatie te bieden.
Van 1871 tot 1891 stelde Packers financiële steun aan de universiteit studenten in staat om gratis te studeren. De crash van de aandelenmarkt door de paniek van 1883 was een grote financiële klap voor de universiteit omdat die veel van zijn financiën in aandelen had gestoken. Derhalve was de universiteit in 1897 gedwongen zijn banden met de Episcopale Kerk te verbreken, om zo in aanmerking te komen voor steun door de staat en de federale overheid.
De universiteit werd in 1910 uitgebreid met een faculteit voor bedrijfseconomie en economie.
In juli 2008 hield Tenzin Gyatso, de veertiende dalai lama een aantal lezingen aan de universiteit.

## Campus
De campus van de universiteit heeft een oppervlakte van 6,475 vierkante kilometer. Er staan 150 gebouwen. De campus is onderverdeeld in drie kleinere campussen:
- Asa Packer Campus
- Mountaintop Campus
- Murray H. Goodman Campus

## Colleges
De universiteit telt vier faculteiten:
- P.C. Rossin College voor techniek en toegepaste wetenschappen
- Faculteit voor kunst en wetenschap
- Faculteit voor bedrijfseconomie en economie.
- Faculteit voor pedagogiek

De faculteit voor kunst en wetenschap is het grootst. Hier studeert ongeveer 40% van de studenten. De faculteiten bieden verschillende opleidingen op onder andere bachelor-, Master of Science-, Doctor of Philosophy-, Master of Business Administration- en Master of Engineering-niveau.

## Afbeeldingen

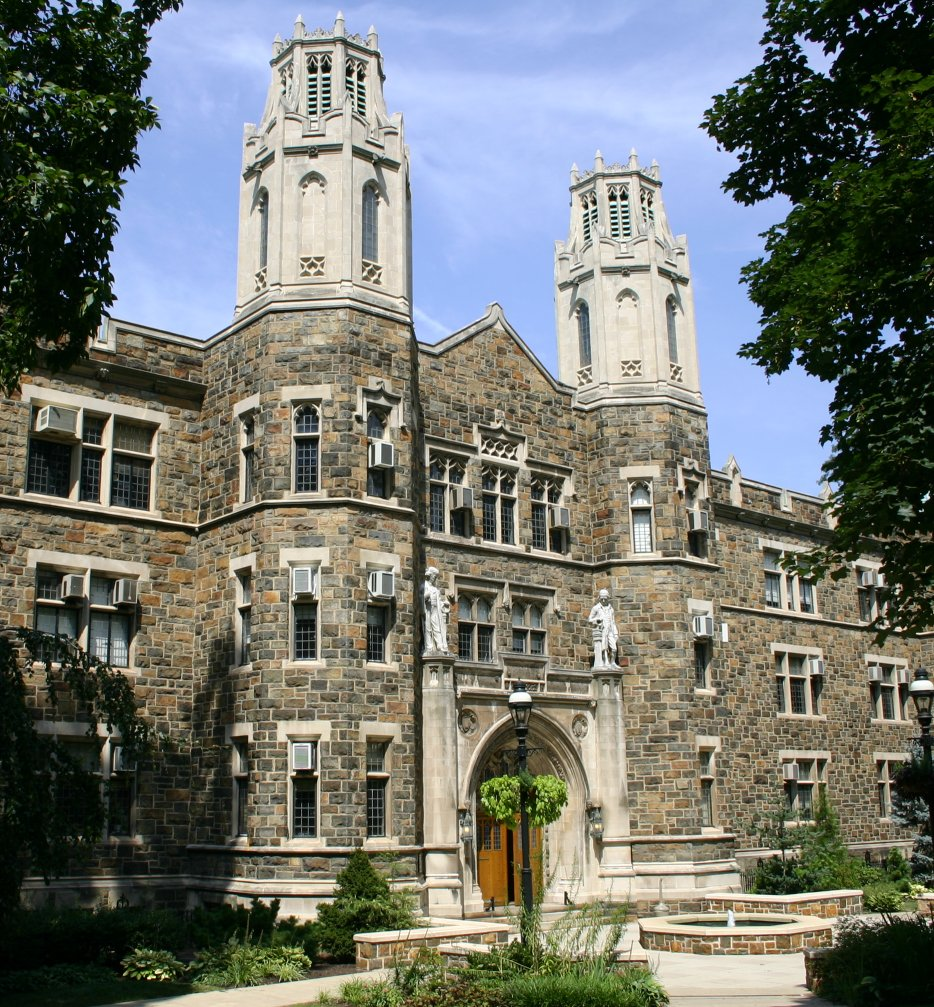
Packard Laboratorium
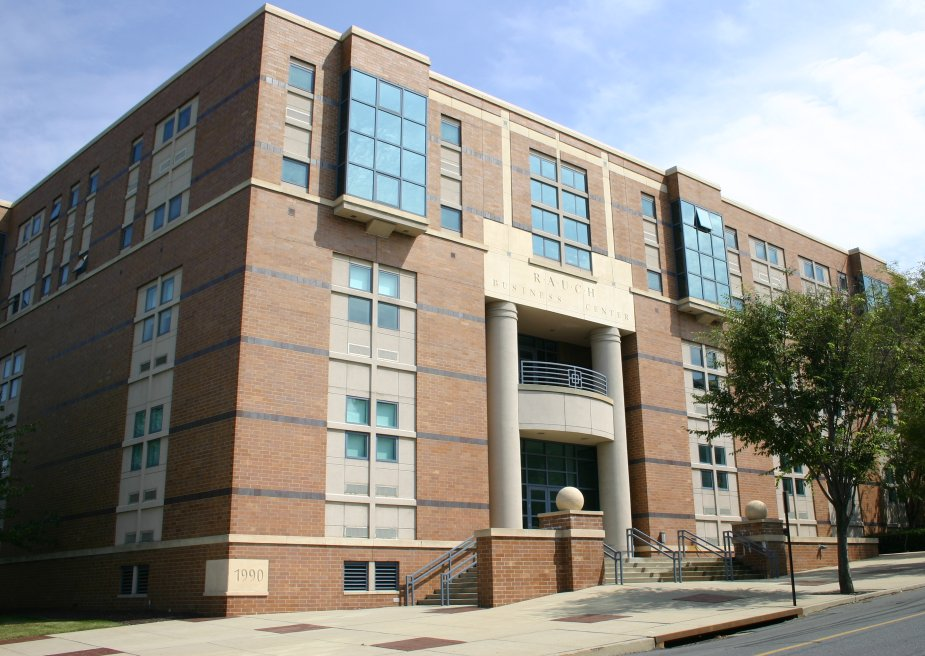
Rauch Business Center
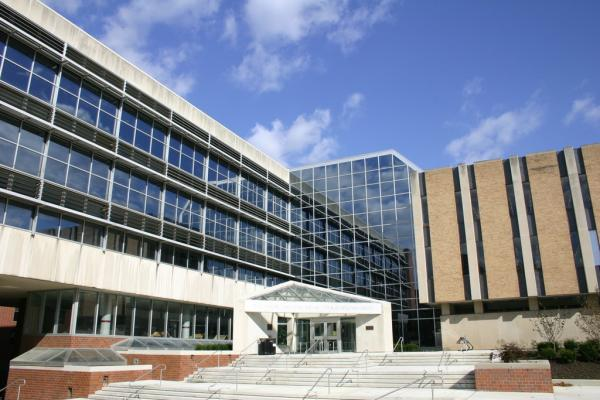
The Fairchild-Martindale bibliotheek
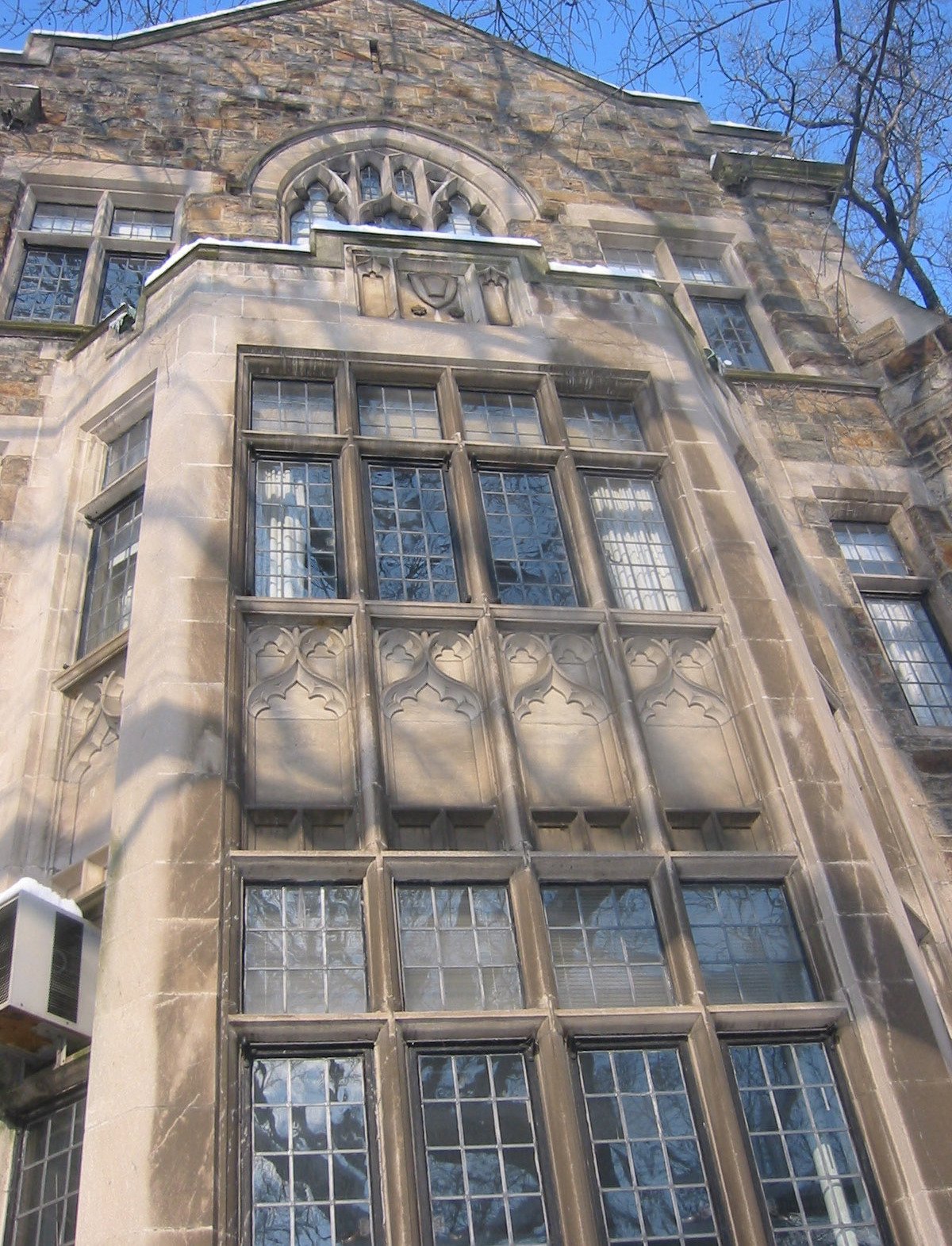
Packard Lab windows
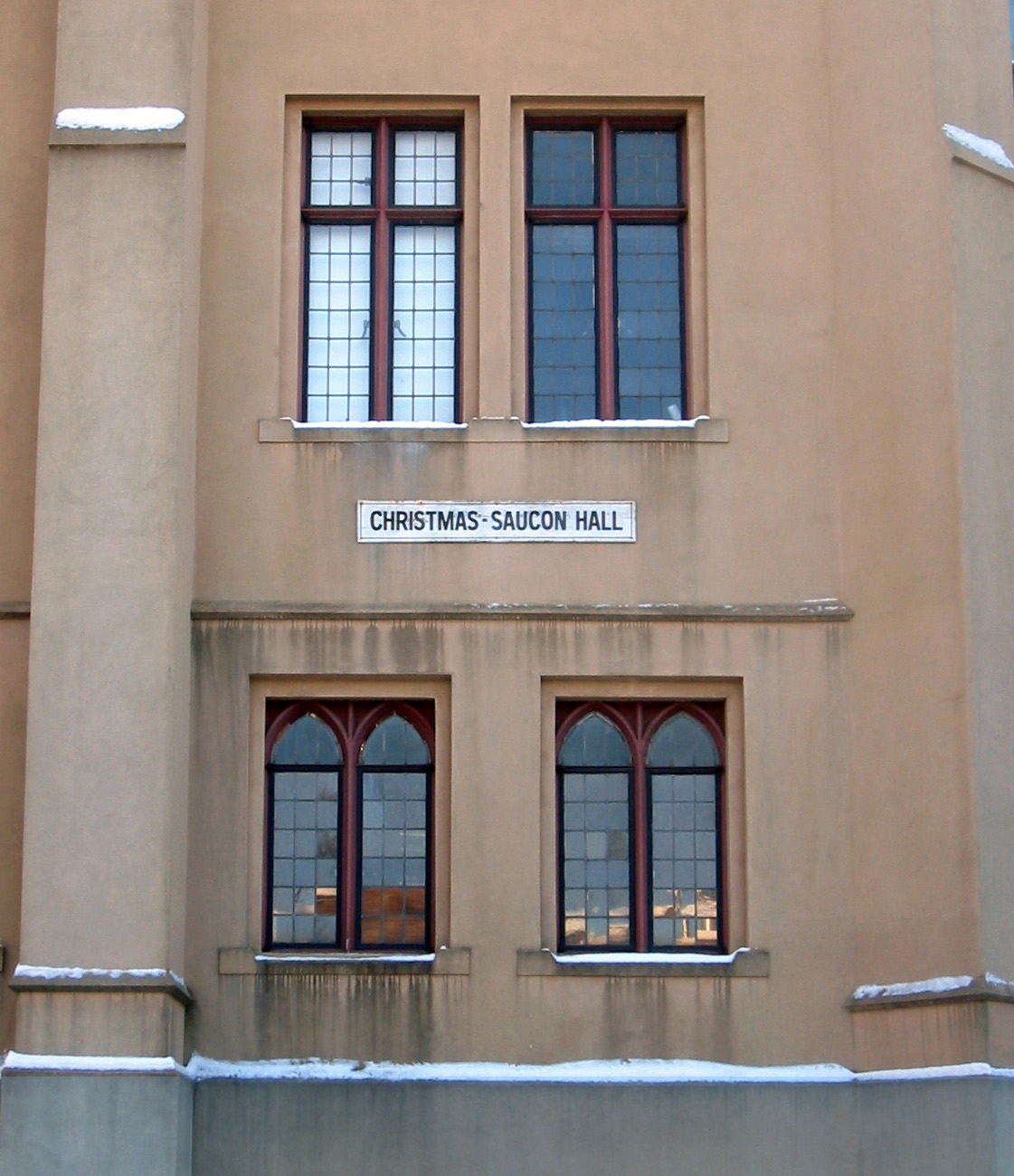
Christmas Saucon Hall
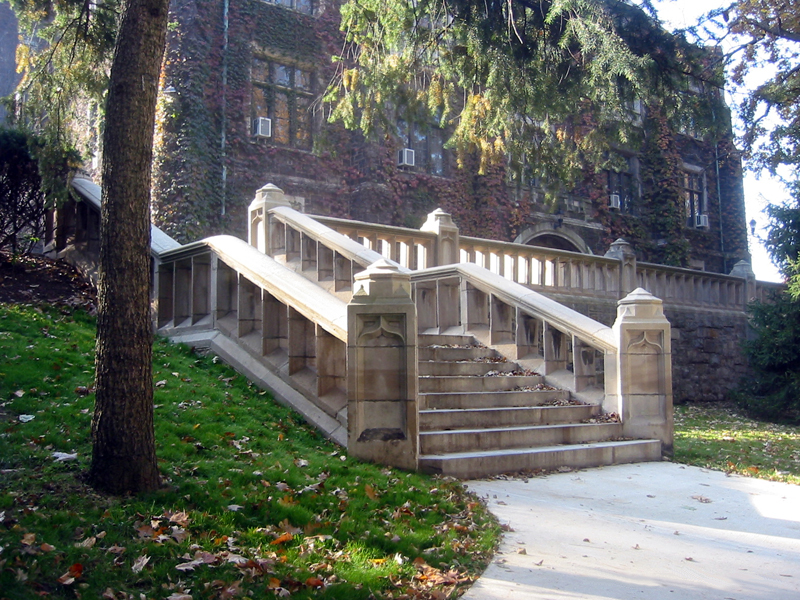
Trap naar het Alumni Memorial Building
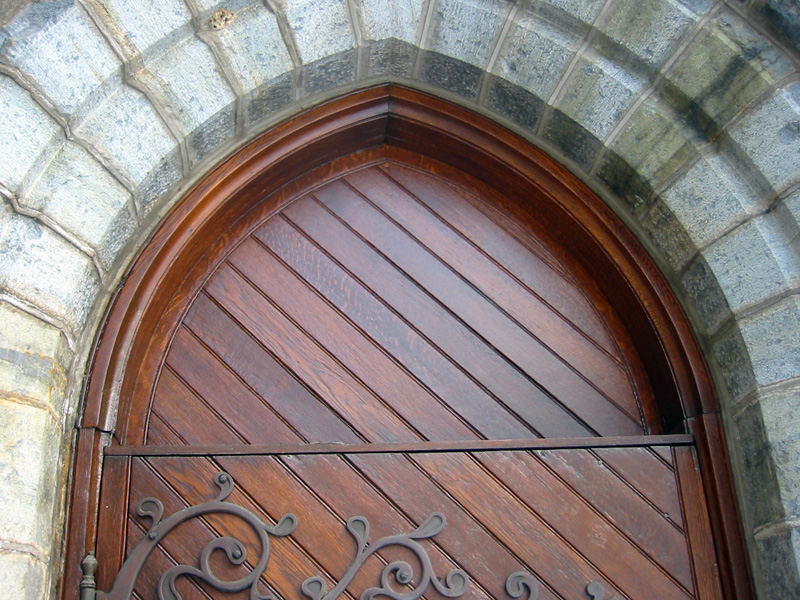
Toegang tot de Packer Memorial Church